# La Croisille-sur-Briance
La Croisille-sur-Briance – miejscowość i gmina we Francji, w regionie Nowa Akwitania, w departamencie Haute-Vienne.
Według danych na rok 1990 gminę zamieszkiwało 701 osób, a gęstość zaludnienia wynosiła 16 osób/km² (wśród 747 gmin Limousin La Croisille-sur-Briance plasuje się na 188. miejscu pod względem liczby ludności, natomiast pod względem powierzchni na miejscu 57.).

## Populacja

Populacja La Croisille-sur-Briance w latach 1962–2008